# Euxoa
Genre
Euxoa est un genre de lépidoptères (papillons) nocturnes de la famille des Noctuidae, de la sous-famille des Noctuinae.

## Espèces rencontrées en Europe
- Euxoa (Chorizagrotis) adumbrata (Eversmann, 1842)
- Euxoa (Chorizagrotis) lidia (Stoll, 1782)
- Euxoa (Chorizagrotis) penelope Fibiger, 1997
- Euxoa (Euxoa) acuminifera (Eversmann, 1854)
- Euxoa (Euxoa) aquilina (Denis & Schiffermüller, 1775)
  - Euxoa (Euxoa) aquilina aquilina (Denis & Schiffermüller, 1775)
  - Euxoa (Euxoa) aquilina falleri Schawerda, 1927
- Euxoa (Euxoa) basigramma (Staudinger, 1870)
- Euxoa (Euxoa) beatissima Rebel, 1913
- Euxoa (Euxoa) birivia (Denis & Schiffermüller, 1775)
- Euxoa (Euxoa) canariensis Rebel, 1902
- Euxoa (Euxoa) christophi (Staudinger, 1870)
- Euxoa (Euxoa) conspicua (Hübner, 1824)
- Euxoa (Euxoa) cos (Hübner, 1824)
  - Euxoa (Euxoa) cos cos (Hübner, 1824)
  - Euxoa (Euxoa) cos crimaea A. Bang-Haas, 1906
- Euxoa (Euxoa) culminicola (Staudinger, 1870)
- Euxoa (Euxoa) cursoria (Hufnagel, 1766)
- Euxoa (Euxoa) decora (Denis & Schiffermüller, 1775)
  - Euxoa (Euxoa) decora decora (Denis & Schiffermüller, 1775)
  - Euxoa (Euxoa) decora hackeri Fibiger & Moberg, 1990
  - Euxoa (Euxoa) decora macedonica Thurner 1936
  - Euxoa (Euxoa) decora olympica (Tuleschkov, 1951)
  - Euxoa (Euxoa) decora simulatrix Hübner, 1824
  - Euxoa (Euxoa) decora splendida (Turati, 1912)
- Euxoa (Euxoa) deserta (Staudinger, 1870)
- Euxoa (Euxoa) diaphora Boursin, 1928
- Euxoa (Euxoa) distinguenda (Lederer, 1857)
  - Euxoa (Euxoa) distinguenda distincta Staudinger, 1892
  - Euxoa (Euxoa) distinguenda distinguenda (Lederer, 1857)
- Euxoa (Euxoa) dseiron Brandt, 1938
- Euxoa (Euxoa) emolliens Hampson, 1905
- Euxoa (Euxoa) eruta (Hübner, 1817)
- Euxoa (Euxoa) fallax (Eversmann, 1854)
- Euxoa (Euxoa) foeda (Lederer, 1855)
- Euxoa (Euxoa) glabella Wagner, 1930
  - Euxoa (Euxoa) glabella balcanica Fibiger, 1997
- Euxoa (Euxoa) hastifera (Donzel, 1847)
  - Euxoa (Euxoa) hastifera abdallah Oberthür, 1918
  - Euxoa (Euxoa) hastifera hastifera (Donzel, 1847)
  - Euxoa (Euxoa) hastifera pomazensis Kovacs, 1952
- Euxoa (Euxoa) hemispherica Hampson, 1903
- Euxoa (Euxoa) malickyi Varga, 1990
- Euxoa (Euxoa) mendelis Fernández, 1915
- Euxoa (Euxoa) montivaga Fibiger, 1997
- Euxoa (Euxoa) mustelina (Christoph, 1877)
- Euxoa (Euxoa) nigricans (Linnaeus, 1761) - noctuelle noirâtre
- Euxoa (Euxoa) nigrofusca (Esper, 1788)
  - Euxoa (Euxoa) nigrofusca nigrofusca (Esper, 1788)
  - Euxoa (Euxoa) nigrofusca reisseri Corti, 1932
- Euxoa (Euxoa) obelisca (Denis & Schiffermüller, 1775)
  - Euxoa (Euxoa) obelisca corsicola Corti, 1928
  - Euxoa (Euxoa) obelisca obelisca (Denis & Schiffermüller, 1775)
- Euxoa (Euxoa) ochrogaster (Guénée, 1852)
  - Euxoa (Euxoa) ochrogaster islandica (Staudinger, 1857)
  - Euxoa (Euxoa) ochrogaster rossica (Staudinger, 1881)
- Euxoa (Euxoa) oranaria (A. Bang-Haas, 1906)
- Euxoa (Euxoa) phantoma (I. Kozhanchikov, 1928)
- Euxoa (Euxoa) powelli (Oberthür, 1912)
  - Euxoa (Euxoa) powelli persubtilis Corti, 1929
- Euxoa (Euxoa) recussa (Hübner, 1817)
  - Euxoa (Euxoa) recussa recussa (Hübner, 1817)
  - Euxoa (Euxoa) recussa tetrastigma (Zetterstedt, 1840)
- Euxoa (Euxoa) sabuletorum (Boisduval, 1840)
- Euxoa (Euxoa) segnilis (Duponchel, 1837)
  - Euxoa (Euxoa) segnilis cortii (Wagner, 1930)
  - Euxoa (Euxoa) segnilis riphaea (Bartel, 1907)
  - Euxoa (Euxoa) segnilis segnilis (Duponchel, 1837)
- Euxoa (Euxoa) sibirica (Boisduval, 1837)
- Euxoa (Euxoa) temera (Hübner, 1808)
- Euxoa (Euxoa) triaena Kozhantshikov, 1929
- Euxoa (Euxoa) tritici (Linnaeus, 1761)
- Euxoa (Euxoa) vitta (Esper, 1789)
  - Euxoa (Euxoa) vitta burmanni Fibiger, 1990
  - Euxoa (Euxoa) vitta elmquisti Fibiger & Moberg, 1990
  - Euxoa (Euxoa) vitta hercegoviensis Schawerda, 1938
  - Euxoa (Euxoa) vitta rondoui Boursin, 1935
  - Euxoa (Euxoa) vitta vitta (Esper, 1789)
- Euxoa (Euxoa) wagneri Corti, 1926
- Euxoa (Euxoa) zernyi Boursin, 1944
- Euxoa (Orosagrotis) tristis (Staudinger, 1898)
- Euxoa (Pleonectopoda) continentalis Reisser, 1935
- Euxoa (Pleonectopoda) derrae Hacker, 1985
- Euxoa (Pleonectopoda) haverkampfi (Standfuss, 1893)
- Euxoa (Pleonectopoda) hilaris (Freyer, 1838)
- Euxoa (Pleonectopoda) nevadensis Corti, 1928

## Liste d'espèces
Selon Catalogue of Life (7 sept. 2013) :
- Euxoa aberrans
- Euxoa acornis
- Euxoa acuminifera
- Euxoa adjemi
- Euxoa aequalis
- Euxoa agema
- Euxoa agricola
- Euxoa albipennis
- Euxoa altens
- Euxoa amorpha
- Euxoa amplexa
- Euxoa anaemica
- Euxoa anarmodia
- Euxoa anatolica
- Euxoa aneucta
- Euxoa annulipes
- Euxoa antica
- Euxoa aquilina
- Euxoa arizonensis
- Euxoa arnoldi
- Euxoa asymmetrica
- Euxoa atomaris
- Euxoa atristrigata
- Euxoa aurantiaca
- Euxoa auripennis
- Euxoa aurulenta
- Euxoa austrina
- Euxoa axiliodes
- Euxoa basalis
- Euxoa basigramma
- Euxoa beatissima
- Euxoa berliozi
- Euxoa bicollaris
- Euxoa bifasciata
- Euxoa biformata
- Euxoa birena
- Euxoa birivia
- Euxoa bogdanovi
- Euxoa bostoniensis
- Euxoa brevipennis
- Euxoa camalpa
- Euxoa campestris
- Euxoa cana
- Euxoa canariensis
- Euxoa capsensis
- Euxoa cartagensis
- Euxoa cashmirensis
- Euxoa castanea
- Euxoa catenula
- Euxoa catervaria
- Euxoa cespitis
- Euxoa chimoensis
- Euxoa choris
- Euxoa christophi
- Euxoa churchillensis
- Euxoa cicatricosa
- Euxoa cinchonina
- Euxoa cincta
- Euxoa cinereopallidus
- Euxoa cinnabarina
- Euxoa citricolor
- Euxoa clauda
- Euxoa clausa
- Euxoa cognita
- Euxoa comosa
- Euxoa cona
- Euxoa conjuncta
- Euxoa cooki
- Euxoa cos
- Euxoa costata
- Euxoa crassilinea
- Euxoa cryptica
- Euxoa culminicola
- Euxoa cuprina
- Euxoa cursoria
- Euxoa cymograpta
- Euxoa dallolmoi
- Euxoa dargo
- Euxoa declarata
- Euxoa decora
- Euxoa decorans
- Euxoa deserta
- Euxoa designata
- Euxoa detersa
- Euxoa difficillima
- Euxoa difformis
- Euxoa dimorpha
- Euxoa dissona
- Euxoa distaxis
- Euxoa distinguenda
- Euxoa divergens
- Euxoa dodi
- Euxoa doufanae
- Euxoa dsheiron
- Euxoa edictalis
- Euxoa emolliens
- Euxoa enixa
- Euxoa eremorealis
- Euxoa extranea
- Euxoa fallax
- Euxoa falvidens
- Euxoa fauna
- Euxoa filipijevi
- Euxoa fissa
- Euxoa flavicollis
- Euxoa flavisignata
- Euxoa foeda
- Euxoa foeminalis
- Euxoa fraudulenta
- Euxoa fumalis
- Euxoa fuscigera
- Euxoa glabella
- Euxoa guadalupensis
- Euxoa hastifera
- Euxoa haverkampfi
- Euxoa hendersoni
- Euxoa henrietta
- Euxoa heringi
- Euxoa hilaris
- Euxoa hollemani
- Euxoa homicida
- Euxoa hyperythra
- Euxoa hypochlora
- Euxoa idahoensis
- Euxoa immixta
- Euxoa impexa
- Euxoa inclusa
- Euxoa incognita
- Euxoa infausta
- Euxoa infracta
- Euxoa inscripta
- Euxoa intermontana
- Euxoa intolerabilis
- Euxoa intracta
- Euxoa intrita
- Euxoa inyoca
- Euxoa islandica
- Euxoa juliae
- Euxoa kotzschi
- Euxoa laetificans
- Euxoa latro
- Euxoa leaena
- Euxoa lecerfi
- Euxoa lewisi
- Euxoa lillooet
- Euxoa lineifrons
- Euxoa loya
- Euxoa lucida
- Euxoa luctuosa
- Euxoa luteomixta
- Euxoa luteosita
- Euxoa macleani
- Euxoa macrodentata
- Euxoa maderensis
- Euxoa manitobana
- Euxoa medialis
- Euxoa melana
- Euxoa melura
- Euxoa mendeli
- Euxoa mercedes
- Euxoa messoria
- Euxoa mimallonis
- Euxoa minima
- Euxoa misturata
- Euxoa mitis
- Euxoa moerens
- Euxoa monotona
- Euxoa montana
- Euxoa montigenarum
- Euxoa munis
- Euxoa murdocki
- Euxoa mustelina
- Euxoa nevada
- Euxoa nevadensis
- Euxoa nigrata
- Euxoa nigricans
- Euxoa niveilinea
- Euxoa nomas
- Euxoa nostra
- Euxoa obelisca
- Euxoa obeliscoides
- Euxoa oberfoelli
- Euxoa oberthuri
- Euxoa oblongistigma
- Euxoa occidentalis
- Euxoa ochrogaster
- Euxoa olivalis
- Euxoa olivia
- Euxoa oncocnemoides
- Euxoa opportuna
- Euxoa oranaria
- Euxoa pallipennis
- Euxoa parnassiphila
- Euxoa perierga
- Euxoa permixta
- Euxoa perolivalis
- Euxoa perpolita
- Euxoa pestula
- Euxoa philippsi
- Euxoa pimensis
- Euxoa piniae
- Euxoa pirigna
- Euxoa plagigera
- Euxoa pleuritica
- Euxoa plumbescens
- Euxoa plumbina
- Euxoa pluralis
- Euxoa polytela
- Euxoa powelli
- Euxoa praestigiosa
- Euxoa predotae
- Euxoa privigna
- Euxoa proleuca
- Euxoa pseudoberliozi
- Euxoa psimmythiosa
- Euxoa puengeleri
- Euxoa punctifera
- Euxoa punctigera
- Euxoa quadridentata
- Euxoa quebecensis
- Euxoa rasilis
- Euxoa rebeli
- Euxoa recula
- Euxoa recussa
- Euxoa redimicula
- Euxoa ridingsiana
- Euxoa riversii
- Euxoa rjabovi
- Euxoa robiginosa
- Euxoa rockburnei
- Euxoa rubrior
- Euxoa rufula
- Euxoa rugifrons
- Euxoa satiens
- Euxoa satis
- Euxoa scandens
- Euxoa scholastica
- Euxoa scotogrammoides
- Euxoa sculptilis
- Euxoa scurrilis
- Euxoa segnilis
- Euxoa selenis
- Euxoa septentrionalis
- Euxoa serotina
- Euxoa serricornis
- Euxoa servita
- Euxoa setonia
- Euxoa shasta
- Euxoa sibirica
- Euxoa siccata
- Euxoa sigmata
- Euxoa silens
- Euxoa simona
- Euxoa simulata
- Euxoa sinelinea
- Euxoa spumata
- Euxoa stigmatalis
- Euxoa stygialis
- Euxoa subconspicua
- Euxoa sulcifera
- Euxoa taura
- Euxoa teleboa
- Euxoa temera
- Euxoa terrenus
- Euxoa tessellata
- Euxoa theryi
- Euxoa tibetana
- Euxoa tocoyae
- Euxoa transcaspica
- Euxoa triaena
- Euxoa trifasciata
- Euxoa tristicula
- Euxoa tristis
- Euxoa tritici
- Euxoa triumregium
- Euxoa tronella
- Euxoa uncarpa
- Euxoa unica
- Euxoa urbanoides
- Euxoa ustulata
- Euxoa vallus
- Euxoa vanensis
- Euxoa vartianica
- Euxoa velleripennis
- Euxoa vernalis
- Euxoa vetusta
- Euxoa violaris
- Euxoa vitta
- Euxoa wagneri
- Euxoa waliarum
- Euxoa waltharii
- Euxoa westermanni
- Euxoa wilsoni
- Euxoa wirima
- Euxoa xasta
- Euxoa zernyi
- Euxoa zugmayeri

Selon ITIS (7 sept. 2013) :
- Euxoa auxiliaris (Grote)
- Euxoa campestris (Grote)
- Euxoa detersa (Walker)
- Euxoa dissona (Moeschler)
- Euxoa divergens (Walker)
- Euxoa messoria (Harris)
- Euxoa ochrogaster (Gurnee)
- Euxoa ontario (Smith)
- Euxoa perpolita (Morrison)
- Euxoa pleuritica (Grote)
- Euxoa quebecensis (Smith)
- Euxoa redimicula (Morrison)
- Euxoa scandens (Riley)
- Euxoa sinelinea Hardwick
- Euxoa solitaria (Smith)
- Euxoa tessellata (Harris)
- Euxoa westermanni (Staudinger)

Selon NCBI (7 sept. 2013) :
- Euxoa aberrans
- Euxoa adumbrata
- Euxoa agema
- Euxoa albipennis
- Euxoa altens
- Euxoa aquilina
- Euxoa atomaris
- Euxoa atristrigata
- Euxoa auripennis
- Euxoa auxiliaris
- Euxoa bicollaris
- Euxoa bochus
- Euxoa bostoniensis
- Euxoa campestris
- Euxoa castanea
- Euxoa catenula
- Euxoa chimoensis
- Euxoa choris
- Euxoa declarata
- Euxoa decora
- Euxoa difformis
- Euxoa divergens
- Euxoa flavicollis
- Euxoa hypobscura
- Euxoa infausta
- Euxoa infracta
- Euxoa intrita
- Euxoa kotzschi
- Euxoa lewisi
- Euxoa loya
- Euxoa messoria
- Euxoa mimallonis
- Euxoa nevada
- Euxoa nigricans
- Euxoa nigrofusca
- Euxoa obelisca
- Euxoa obeliscoides
- Euxoa oberthuri
- Euxoa oblongistigma
- Euxoa olivia
- Euxoa perpolita
- Euxoa plagigera
- Euxoa pluralis
- Euxoa punctigera
- Euxoa quadridentata
- Euxoa recussa
- Euxoa ridingsiana
- Euxoa rockburnei
- Euxoa satiens
- Euxoa satis
- Euxoa scandens
- Euxoa septentrionalis
- Euxoa servita
- Euxoa sibirica
- Euxoa silens
- Euxoa terrena
- Euxoa tessellata
- Euxoa tocoyae
- Euxoa velleripennis
- Euxoa westermanni